# Лагерев, Владимир Николаевич
Влади́мир Никола́евич Ла́герев (19 января 1961, Черкесск, Ставропольский край) — советский и российский футболист и тренер. Рекордсмен клуба «Нарт» (Черкесск) по числу проведённых матчей (403).

## Карьера

### Клубная
В начале 1980-х годов проходил военную службу в ГДР, где играл за местные команды
Карьеру в командах мастеров начал в 1981 году в клубе Второй союзной лиги «Нарт» из Черкесска и выступал за неё непрерывно до 1994 года. В 1995 году перебрался в клуб Третьего дивизиона «Олимп» из Кисловодска, с которым в дебютный сезон добился права участвовать в Втором дивизионе. Всего же за «Олимп» Лагерев сыграл 60 матчей в чемпионате России и четыре игры в Кубке России. В 1997 году выступал за «Торпедо» из Георгиевска. В 1998 году вернулся в родной клуб, однако за команду из Карачаево-Черкесии матчей так и не провёл, а после того как «Нарт» лишился профессионального статуса, перебрался в «Локомотив-Тайм» из Минеральных Вод.
Всего в составе «Нарта» сыграл 403 матча в первенствах СССР и России, является рекордсменом клуба по этому показателю.

### Тренерская
В 1994 году был играющим тренером черкесского «Нарта». В 2002 году «Нарт» вновь получил профессиональный статус, куда и вернулся Владимир Лагерев, работая помощником главного тренера, а также и. о. главного тренера. Позднее работал детским тренером в Академии футбола г. Черкесска.